# Râul Moldova între Tupilați și Roman
Râul Moldova între Tupilați și Roman este o arie protejată (arie specială de conservare — SAC, sit de importanță comunitară — SCI) din România, desemnată în scopul protejării biodiversității și menținerii într-o stare de conservare favorabilă a florei spontane și faunei sălbatice, precum și a habitatelor naturale de interes comunitar aflate în arealul zonei de protecție. Aceasta se întinde pe o suprafață de  4.718,8 ha, integral pe uscat.

## Localizare
Centrul sitului Râul Moldova între Tupilați și Roman este situat la coordonatele 47°01′55″N 26°44′20″E / 47.031822°N 26.738853°E. Situl se întinde pe teritoriile administrative ale comunelor Botești, Cordun, Dulcești, Gherăești, Horia, Tupilați și Văleni; și pe cel am municipiului Roman din județul Neamț.

## Înființare
Situl Râul Moldova între Tupilați și Roman a fost declarat sit de importanță comunitară (ROSCI0364) în septembrie 2011 pentru a proteja 15 specii de animale. Situl a fost protejat și ca arie specială de conservare (ROSAC0364) în mai 2022.

## Biodiversitate
Situată în ecoregiunea continentală, aria protejată nu include niciun habitat protejat.
La baza desemnării sitului se află mai multe specii protejate:
- amfibieni (3): buhai de baltă cu burta roșie (Bombina bombina), izvoraș-cu-burta-galbenă (Bombina variegata), triton cu creastă (Triturus cristatus)
- mamifere (5): liliac cârn (Barbastella barbastellus), vidră de râu (Lutra lutra), liliac cu urechi mari (Myotis bechsteinii), liliac comun (Myotis myotis), popândău (Spermophilus citellus)
- pești (7): moioagă (Barbus petenyi), Cobitis taenia Complex, țipar (Misgurnus fossilis), boarță (Rhodeus amarus), porcușor de nisip (Romanogobio kesslerii), porcușor de vad (Romanogobio uranoscopus), câră (Sabanejewia balcanica)

Pe lângă speciile protejate aflate la baza desemnării arealului, pe teritoriul sitului a mai fost identificat un amfibian din specia Rana lessonae (broască mică de lac).